# Lasiopogon qinghaiensis
Lasiopogon qinghaiensis is een vliegensoort uit de familie van de roofvliegen (Asilidae). De wetenschappelijke naam van de soort is voor het eerst geldig gepubliceerd in 2002 door Cannings.